# いざわ・ふくらの解けば解くほど賢くなるクイズ
『いざわ・ふくらの解けば解くほど賢くなるクイズ』（いざわ・ふくらのとけばとくほどかしこくなるくいず）は、日本テレビ系列で放送されていたクイズバラエティ番組。伊沢拓司とふくらPの冠番組。

## 概要
QuizKnockの伊沢・ふくらの初の冠番組。MCを伊沢とふくらが、番組の進行役を『サンバリュ』およびゴールデンタイムの特別番組での放送時は日本テレビの女性アナウンサーの岩本乃蒼が、『ネクプラ』での放送時は日本テレビの女性アナウンサーの佐藤真知子が務める。
番組内容としては、スタジオで出されるVTRクイズを皮切りに、伊沢とふくらが持つ知識の中から話したくなった情報を数珠つなぎにし、即興でクイズ出題していくクイズバラエティ番組。基本的にはMCである伊沢とふくらが即興でクイズを出題するが、ゲスト出演者がクイズを出題し返し、MCが解答者側になる場合もある。
第1回・第2回は共に単発特別番組枠『サンバリュ』で放送され、第3回は2時間の特別番組としてゴールデンタイムに放送された。2021年6月12日から6月26日までの3週にわたって、企画開発の単発枠『ネクプラ』で放送される。

## 出演者

### 司会
- 伊沢拓司（QuizKnock）
- ふくらP（QuizKnock）

### 進行
いずれも日本テレビアナウンサー。
- 岩本乃蒼 - 『サンバリュ』、特別番組放送時
- 佐藤真知子 - 『ネクプラ』放送時

## 放送リスト

### 特番
| 回 | 放送年月日     | 曜日   | 放送時間（JST） | 放送枠     | 備考                                                                                                 |
| -- | -------------- | ------ | --------------- | ---------- | --- |
| 1  | 2020年11月22日 | 日曜日 | 12:45 - 13:45   | サンバリュ | [ 6 ]                                                                                                |
| 2  | 2021年2月21日  | 日曜日 | 13:15 - 14:15   | サンバリュ | [ 7 ]                                                                                                |
| 3  | 2021年4月30日  | 金曜日 | 19:00 - 20:54   | （なし）   | 一部地域は19:56から一部内容が放送されない1時間短縮版が日本テレビからの裏送り同時ネットで放送された。 |

### レギュラー
| 回 | 放送年月日    | 曜日   | 放送時間（JST） | 放送枠   | 備考   |
| -- | ------------- | ------ | --------------- | -------- | ------ |
| 1  | 2021年6月12日 | 土曜日 | 0:30 - 0:59     | ネクプラ | [ 9 ]  |
| 2  | 2021年6月19日 | 土曜日 | 0:30 - 0:59     | ネクプラ | [ 10 ] |
| 3  | 2021年6月26日 | 土曜日 | 0:30 - 0:59     | ネクプラ | [ 11 ] |

## ネット局

### 第1回
日本テレビの単発特別番組枠『サンバリュ』での放送のため、日本テレビのみの放送となったが、後日、一部のネット局では遅れネットにて放送された。

### 第2回
第1回と同じく『サンバリュ』での放送のため、日本テレビのみの放送となったが、後日、一部のネット局では遅れネットにて放送された。

### 第3回
全編ローカルセールス枠のため、日本テレビ以外の通常時同時ネット局でも編成の都合で臨時に遅れネットに変更することがあり、当番組が19時開始の2時間スペシャル放送時に通常時時差ネットまたは非ネット局（テレビ大分および琉球放送を除く）では19:56から一部内容が放送されない1時間短縮版が日本テレビからの裏送り同時ネットで放送された。
| 放送対象地域   | 放送局                    | 系列                                         | 放送日         | 放送日時           | ネット状況 | 備考       |
| -------------- | ------------------------- | -------------------------------------------- | -------------- | ------------------ | ---------- | ---------- |
| 関東広域圏     | 日本テレビ（NTV）         | 日本テレビ系列                               | 2021年4月30日  | 金曜 19:00 - 20:54 | 【制作局】 | 【制作局】 |
| 北海道         | 札幌テレビ（STV）         | 日本テレビ系列                               | 2021年4月30日  | 金曜 19:00 - 20:54 | 同時ネット |            |
| 青森県         | 青森放送（RAB）           | 日本テレビ系列                               | 2021年4月30日  | 金曜 19:00 - 20:54 | 同時ネット |            |
| 岩手県         | テレビ岩手（TVI）         | 日本テレビ系列                               | 2021年4月30日  | 金曜 19:00 - 20:54 | 同時ネット |            |
| 宮城県         | ミヤギテレビ（MMT）       | 日本テレビ系列                               | 2021年4月30日  | 金曜 19:00 - 20:54 | 同時ネット |            |
| 秋田県         | 秋田放送（ABS）           | 日本テレビ系列                               | 2021年4月30日  | 金曜 19:00 - 20:54 | 同時ネット |            |
| 山形県         | 山形放送（YBC）           | 日本テレビ系列                               | 2021年4月30日  | 金曜 19:00 - 20:54 | 同時ネット |            |
| 福島県         | 福島中央テレビ（FCT）     | 日本テレビ系列                               | 2021年4月30日  | 金曜 19:00 - 20:54 | 同時ネット |            |
| 新潟県         | テレビ新潟（TeNY）        | 日本テレビ系列                               | 2021年4月30日  | 金曜 19:00 - 20:54 | 同時ネット |            |
| 長野県         | テレビ信州（TSB）         | 日本テレビ系列                               | 2021年4月30日  | 金曜 19:00 - 20:54 | 同時ネット |            |
| 静岡県         | 静岡第一テレビ（SDT）     | 日本テレビ系列                               | 2021年4月30日  | 金曜 19:00 - 20:54 | 同時ネット |            |
| 富山県         | 北日本放送（KNB）         | 日本テレビ系列                               | 2021年4月30日  | 金曜 19:00 - 20:54 | 同時ネット |            |
| 石川県         | テレビ金沢（KTK）         | 日本テレビ系列                               | 2021年4月30日  | 金曜 19:00 - 20:54 | 同時ネット |            |
| 福井県         | 福井放送（FBC）           | 日本テレビ系列                               | 2021年4月30日  | 金曜 19:00 - 20:54 | 同時ネット |            |
| 鳥取県・島根県 | 日本海テレビ（NKT）       | 日本テレビ系列                               | 2021年4月30日  | 金曜 19:00 - 20:54 | 同時ネット |            |
| 広島県         | 広島テレビ（HTV）         | 日本テレビ系列                               | 2021年4月30日  | 金曜 19:00 - 20:54 | 同時ネット |            |
| 山口県         | 山口放送（KRY）           | 日本テレビ系列                               | 2021年4月30日  | 金曜 19:00 - 20:54 | 同時ネット |            |
| 徳島県         | 四国放送（JRT）           | 日本テレビ系列                               | 2021年4月30日  | 金曜 19:00 - 20:54 | 同時ネット |            |
| 香川県・岡山県 | 西日本放送（RNC）         | 日本テレビ系列                               | 2021年4月30日  | 金曜 19:00 - 20:54 | 同時ネット |            |
| 愛媛県         | 南海放送（RNB）           | 日本テレビ系列                               | 2021年4月30日  | 金曜 19:00 - 20:54 | 同時ネット |            |
| 高知県         | 高知放送（RKC）           | 日本テレビ系列                               | 2021年4月30日  | 金曜 19:00 - 20:54 | 同時ネット |            |
| 福岡県         | 福岡放送（FBS）           | 日本テレビ系列                               | 2021年4月30日  | 金曜 19:00 - 20:54 | 同時ネット |            |
| 長崎県         | 長崎国際テレビ（NIB）     | 日本テレビ系列                               | 2021年4月30日  | 金曜 19:00 - 20:54 | 同時ネット |            |
| 熊本県         | くまもと県民テレビ（KKT） | 日本テレビ系列                               | 2021年4月30日  | 金曜 19:00 - 20:54 | 同時ネット |            |
| 宮崎県         | テレビ宮崎（UMK）         | 日本テレビ系列 テレビ朝日系列 フジテレビ系列 | 2021年4月30日  | 金曜 19:00 - 20:54 | 同時ネット |            |
| 鹿児島県       | 鹿児島読売テレビ（KYT）   | 日本テレビ系列                               | 2021年4月30日  | 金曜 19:00 - 20:54 | 同時ネット |            |
| 山梨県         | 山梨放送（YBS）           | 日本テレビ系列                               | 2021年4月30日  | 金曜 19:56 - 20:54 | 同時ネット | [ 注 2 ]   |
| 中京広域圏     | 中京テレビ（CTV）         | 日本テレビ系列                               | 2021年4月30日  | 金曜 19:56 - 20:54 | 同時ネット | [ 注 3 ]   |
| 近畿広域圏     | 読売テレビ（ytv）         | 日本テレビ系列                               | 2021年4月30日  | 金曜 19:56 - 20:54 | 同時ネット | [ 注 4 ]   |
| 沖縄県         | 琉球放送（RBC）           | TBS系列                                      | 2022年7月30日  | 土曜 14:00 - 16:00 | 遅れネット | [ 注 5 ]   |
| 大分県         | テレビ大分（TOS）         | 日本テレビ系列 フジテレビ系列                | 2021年10月29日 | 金曜 14:45 - 16:45 | 遅れネット | [ 注 6 ]   |

## スタッフ
レギュラー（2021年6月18・25日放送分）
●=レギュラー版より加入
- 企画・演出：関口拓
- 構成：酒井健作、川口夢斗（川口→●）
- 問題監修[注 7]：小堀裕也、塩見昌矢、近藤仁美
- TM：望月達史
- SW：大庭茂嗣（●、第1回はCAM）
- CAM：星勇次
- MIX：杉村理紗
- VE：三橋崇弘（●）
- 照明：名取孝昌
- 技術協力：NiTRo、インターナショナルクリエイティブ
- 美術プロデューサー：滋田由布子（●）
- 美術デザイン：北村春美
- 美術協力：日テレアート
- 音効：竹中幸治
- 編集：武者宏
- MA：安部結莉香（●）
- CG：堀江隆臣、野村俊介
- リサーチ：大澤悠平（カメヨ）
- TK：長坂真由美
- デスク：木村真由美
- AP：水谷美里、向村真子（水谷→第3回-）
- アシスタントディレクター：菊地由晃、山本真柚子、太宰里実、渡辺七菜、赤坂笑子（菊地・山本→第3回-、太宰・渡辺→第1回-、赤坂→レギュラー）
- ディレクター：山浦太郎、福盛健太、清水智博、五島孝、安田真之（山浦・福盛→第3回-、清水→第2回-、五島・安田→レギュラー）
- 演出：大楽和也、川崎敬
- プロデューサー：笹部智大、内山大輔、橋本孔一、笠原裕
- チーフプロデューサー：富永有一
- 制作協力：ZION、Gothic
- 製作著作：日本テレビ

### 過去のスタッフ
- SW：福田伸一郎（第1-3回）
- VE：向山江梨佳（第1,2回）、柳澤圭佑（第3回）
- 美術プロデューサー：稲本浩（第1-3回）
- MA：藤井光洋（第1-3回）
- 技術協力：ヌーベルアージュ（第1,2回）
- リサーチ：松下大志朗（カメヨ、第1回）
- 協力：オフコース（第1-3回）
- アシスタントディレクター：大塚未結、藤澤日向、高木琴美、中田悠貴、田口愛実（大塚・藤澤・高木→第1回、中田→第1,2回、田口→第3回）
- ディレクター：雨宮佑介、亀崎裕介、山田翔太、原田浩司、唐沢宏一、辰馬成拓（雨宮→第1回、山田→第1,2回、原田→第1-3回、亀崎→第2回、唐沢→第2,3回、辰馬→以前は第1回アシスタントディレクター►一時離脱►第3回で復帰）
- プロデューサー：生井真（第1-3回）